# Pilar Castro Parrilla
Pilar Castro Parrilla (Madrid, 12 d'octubre de 1970) és una actriu espanyola. Va estudiar en l'escola de Cristina Rota.

## Filmografia

### Cinema
Llargmetratges
- Ovejas negras (1990), de José María Carreño.
- Historias del Kronen (1995), de Montxo Armendáriz.
- Taxi (1996), de Carlos Saura.
- El ángel de la guarda (1996), de Santiago Matallana.
- El conductor (1998), de Jorge Carrasco.
- Casting (1998), de Fernando Merinero.
- Cuarteto de La Habana (1999), de Fernando Colomo.
- La mujer más fea del mundo (1999), de Miguel Bardem.
- Segunda piel (1999), de Gerardo Vera.
- Descongélate! (2003), de Dunia Ayaso i Félix Sabroso.
- Días de fútbol (2003), de David Serrano.
- La suerte dormida (2003), de Ángeles González Sinde.
- Muertos comunes (2004), de Norberto Ramos del Val.
- El asombroso mundo de Borjamari y Pocholo (2004), de Juan Cavestany i Enrique López Lavigne.
- Los 2 lados de la cama (2005), de Emilio Martínez Lázaro.
- Volver (2006), de Pedro Almodóvar.
- Los aires difíciles (2006), de Gerardo Herrero.
- Días de cine (2007), de David Serrano.
- Gente de mala calidad (2007), de Juan Cavestany.
- Siete minutos (2009)
- Gordos (2009)

Curtmetratges
- Pulp Ration (Ración de pulpo) (1996), de José María Benítez.
- Making of 'Atraco' (1997), de Carlos Molinero.
- Cien maneras de hacer el pollo al txilindrón (1997), de Kepa Sojo.
- Road Movie (1997), de Norberto Ramos del Val.
- No sé, no sé (1998), d'Aitor Gaizka.
- Agujetas en el alma (1998), de Fernando Merinero.
- ¿Qué hay de postre? (2000), de Helio Mira.
- Dos más (2001), de Elias Leon Siminiani.
- Looking for Chencho (2002), de Kepa Sojo.
- Test (2007), de Marta Aledo i Natalia Mateo.
- 9 (2010), de Candela Peña.
- El premio (2011), de Elías León Siminiani.

### Televisió
- Calle nueva (1997-1998)
- A las once en casa (1998)
- Al salir de clase (2000-2001)
- Maneras de sobrevivir (2005)
- Los Serrano (2007)
- Cuestión de sexo (2007-2009)
- La última noche en Tremor (2024)

## Premis i nominacions
| Any  | Premi                                 | Categoria                                                       | Títol                          | Resultat   |
| ---- | ------------------------------------- | --------------------------------------------------------------- | ------------------------------ | ---------- |
| 2008 | Festival de Málaga                    | Biznaga de Plata (Curtmetratges): Millor interpretació femenina | Test                           | Guanyadora |
| 2010 | Unió de Actors,Espanya                | Millor actriu de repartiment de cinema                          | Gordos                         | Guanyadora |
| 2010 | Premis Goya                           | Millor actriu secundària                                        | Gordos                         | Nominada   |
| 2011 | Festival Ibérico de Cine de Badajoz   | Millor actriu                                                   | El premio                      | Guanyadora |
| 2011 | Festival de Málaga                    | Biznaga de Plata (Curtmetratges): Millor interpretació femenina | El premio                      | Guanyadora |
| 2011 | Festival de Cinema de Islantilla      | Premi Lluna de Islantilla: Millor actriu                        | El premio                      | Nominada   |
| 2011 | Concurs Iberoamericà de Curtmetratges | Premi AISGE: Millor actriu                                      | Nadie tiene la culpa El premio | Guanyadora |
| 2012 | Festival de Cinema de Islantilla      | Premi Lluna de Islantilla: Millor actriu                        | Nadie tiene la culpa           | Nominada   |
| 2012 | Mostra de Curtas Vila de Noia         | Millor actriu                                                   | Nadie tiene la culpa           | Guanyadora |
| 2013 | Festival de Cortos Por Amor Al Arte   | Millor interpretació femenina                                   | Nadie tiene la culpa           | Guanyadora |